# Digital klyfta

Internetanvändare per hundra invånare 1997–2007.

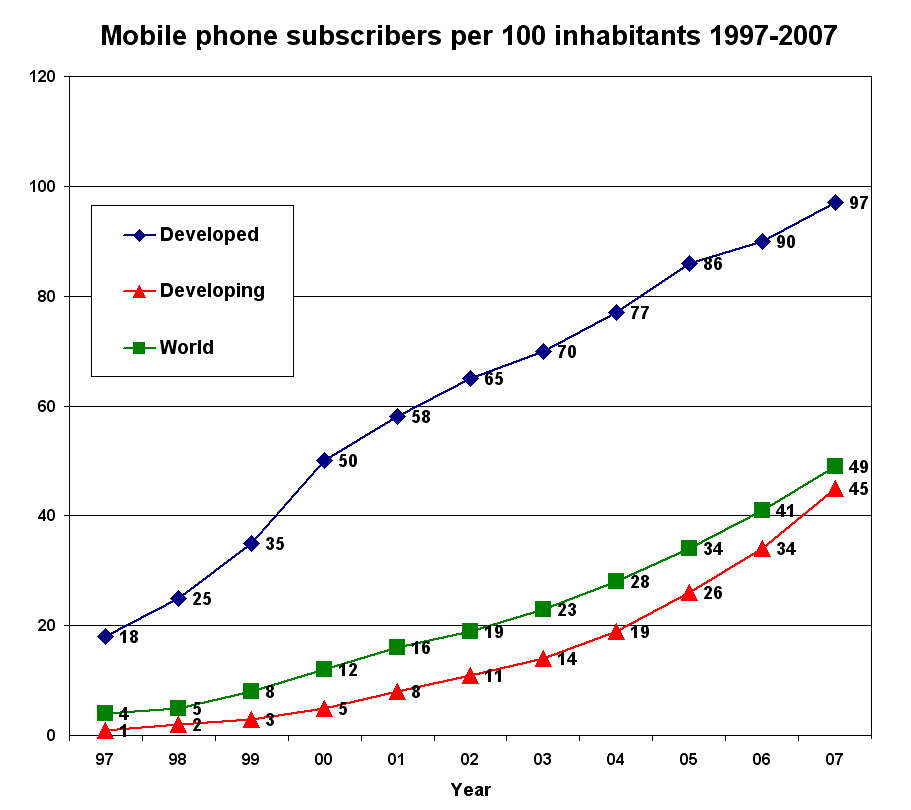
Mobiltelefonanvändare per hundra invånare 1997–2007.

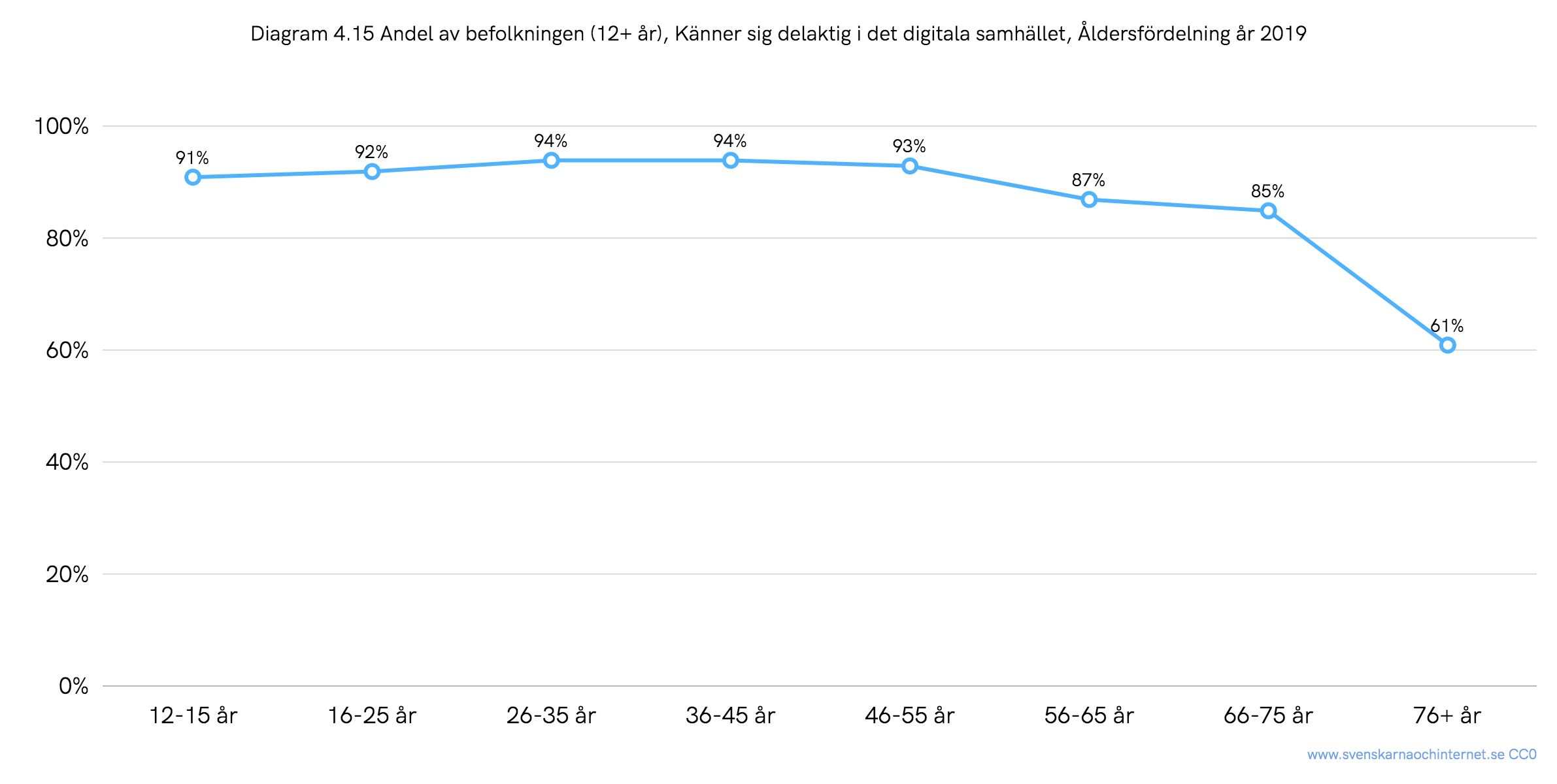
Andel av Sveriges befolkning (12+ år) som kände sig delaktig i det digitala samhället år 2019, fördelat på ålder. Siffror från Internetstiftelsen.

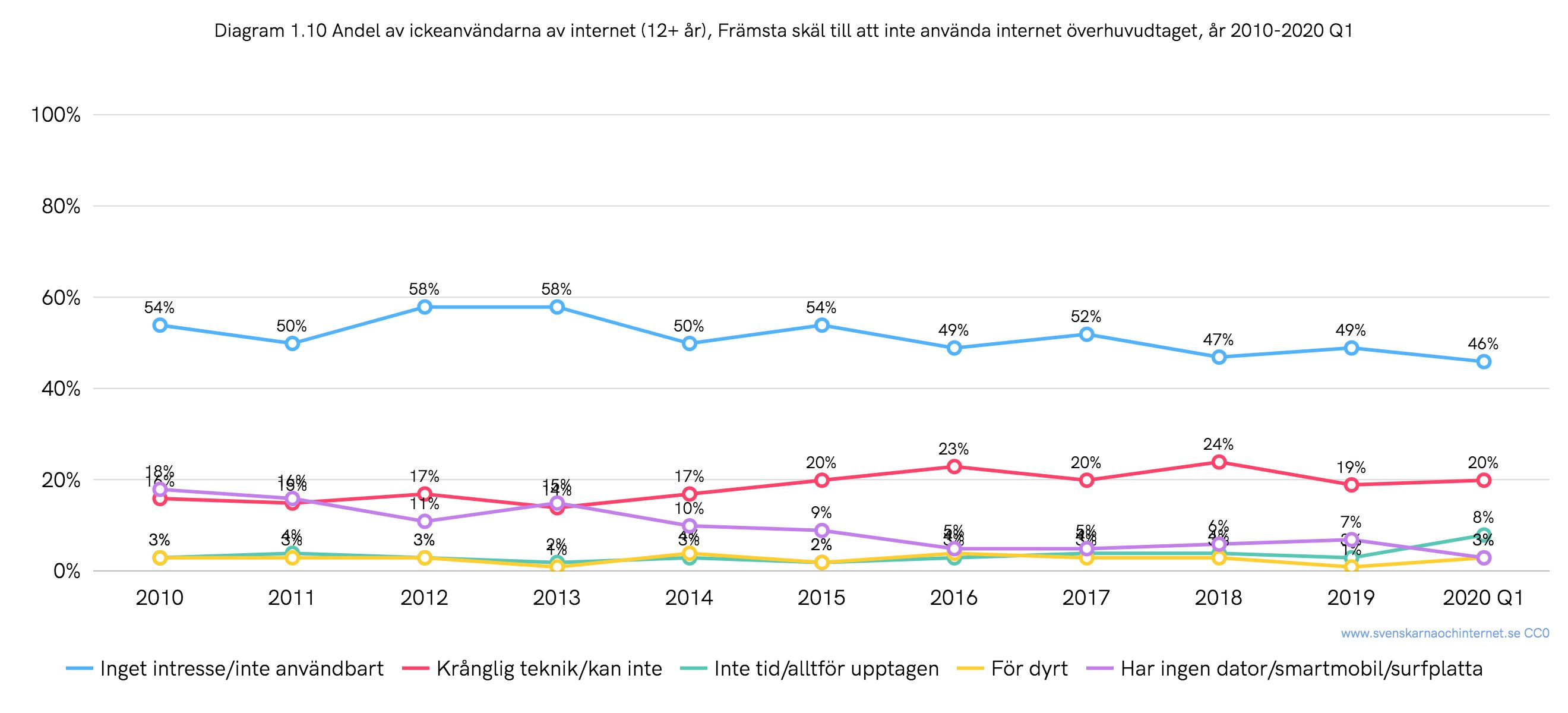
Främsta skäl till att inte använda internet som svenska icke-användare av internet uppgav 2020.

Digital klyfta (engelska digital divide), även kallat digitalt utanförskap, är ett begrepp för att beskriva avståndet mellan de som nyttjar och tar till sig ny teknik och de som inte har tillgång till eller kunnande att nyttja ny digital teknik. Framförallt handlar det om tillgång till internet, men även om till exempel digital-TV, mobiltelefoner och datorspel.
Nu förutsätts så mycket av samhällets tjänster tillhandahållas via digitala media att den som inte har tillgång kan betraktas som diskriminerad eller kan inte erbjudas tjänster på likvärdiga villkor. Banktjänster och medlemskortstjänster i handeln är två områden där man idag får en högre servicegrad och lägre priser om digitala tjänster kan nyttjas.
I flera länder i bland annat Europa uppmärksammas problemen med klyftor i samhället, med olika utgångspunkt. I Nederländerna finns ett projekt som heter Het Digitale Klantdossier (den digitala klientdossiern) som speglar möjligheterna med modern teknik, framförallt hur digitala samhällstjänster förbättrar vardagen för människor. Även i Storbritannien har lägesrapport gjorts.  
I Sverige utger Internetstiftelsen varje år undersökningen Svenskarna och internet, där vanor i Sverige avseende internet redovisas. Undersökningen visade 2019 att majoriteten (88 %) av den svenska befolkningen känner sig delaktiga i det digitala samhället. Det är de äldsta i befolkningen som känner sig minst delaktiga i det digitala samhället, i synnerhet de som är 55 år och äldre. Samma undersökning visade år 2018 att 500 000 svenskar använde aldrig internet, och ytterligare 600 000 använde internet men inte varje dag. Bland de som var 66–75-år var det 9 procent som aldrig använde internet och i åldersgruppen 76 år och äldre använde var siffran 42 procent. Det var vanligare att inte använda internet dagligen bland de som bodde i landsbygd, hade lägre hushållsinkomst eller lägre utbildning. Internetstiftelsen beskriver det som att dessa personer befinner sig i ett digitalt utanförskap.
Ett utvidgat digitalt utanförskap anses de befinna sig i som inte på egen hand kan hantera digitala funktioner som är centrala i vår vardag så som att installera och använda mobilt Bank-id, använda en vårdapp, logga in på 1177 Vårdguiden eller genomföra en betalning vid köp på nätet. Undersökningen Svenskarna och internet visade 2021 att 27 procent av svenskarna inte kunde hantera dessa sysslor själva och därför befinner sig i ett digitalt utanförskap. Även här är ålder en riskfaktor då till exempel 88 procent av de födda på 1920- och 30-talet behövde hjälp.